# Mike Lenzly
Michael Darnell Lenzly (* 1. Mai 1981 in Oxford, Oxfordshire, England) ist ein ehemaliger US-amerikanisch-britischer Basketballspieler.
Nach Kindheit und Studium in den Vereinigten Staaten wurde Lenzly Profi in Europa. Er begann seine Karriere beim TBB Trier in der deutschen Basketball-Bundesliga, in die er im Januar 2013 im Trikot der s.Oliver Baskets in Würzburg zurückkehrte. Insgesamt bestritt Lenzly 46 Spiele in der Bundesliga.
Neben Meisterschaften und Pokalsiegen in Tschechien erreichte er auf internationaler Vereinsebene mit dem belgischen Verein Dexia Mons-Hainaut das Endspiel der EuroChallenge 2008. Mit der britischen Nationalmannschaft war Lenzly Teilnehmer der Olympischen Spiele 2012 in der britischen Hauptstadt London.

## Werdegang
Lenzly kam in Oxford in England zur Welt. Seine Eltern dienten in der US-Armee. Er wuchs in Jonesboro (US-Bundesstaat Georgia) auf und wechselte 1999 zum Studium an das Wofford College in Spartanburg, deren Hochschulmannschaften Terriers in der Southern Conference der ersten NCAA-Division spielen. Die Terriers gewannen im Basketball erst später Meisterschaften in dieser Conference, Lenzly gelangen mit der Mannschaft keine Titel oder Qualifikationen für die landesweite Endrunde der NCAA. Mannschaftsintern gehört Lenzly zu den bedeutenden Spielern in der Geschichte der Terriers. In seinem Senior-Jahr 2003 führte er die Mannschaft in vier von fünf wichtigen Kategorien an: Punkte (455), Rebounds (146), Assists (119) und Steals (39). Bei den Ballvorlagen und Ballgewinnen sowie den Shotblocks in seiner Zeit am Wofford College platzierte sich Lenzly unter den zwölf besten Spielern in der Geschichte der Hochschulmannschaft. Für seine sportliche Leistungen wurde Lenzly bereits 2008 in die Ruhmeshalle der Sportabteilung der Hochschule aufgenommen.
Seine Laufbahn im Berufsbasketball begann Lenzly 2003 beim TBB Trier in der deutschen Basketball-Bundesliga. In der Saison 2003/04 erreichte Lenzly mit mehr 12,7 Punkten, 3 Korbvorlagen und 3,6 Rebounds im Schnitt pro Spiel gute statistische Werte, die er in der verlorenen Viertelfinalserie gegen die Telekom Baskets Bonn noch leicht steigerte. Für die darauffolgende Spielzeit wechselte Lenzly nach Lettland zum Basketballklub Ventspils, der 2005 seine sechste lettische Meisterschaft in Folge gewann. In der Premierensaison der Baltic Basketball League war man auf dem vierten Platz die beste nicht-litauische Mannschaft. Im ULEB Cup schlug man nach dem Gruppensieg in der Vorrunde im Achtelfinale den deutschen Pokalsieger RheinEnergie Köln und erreichte mit dem Viertelfinale das bis dahin weiteste Vordringen einer lettischen Mannschaft in diesem Wettbewerb.
Für die Spielzeit 2005/06 bekam Lenzly einen Vertrag beim spanischen Erstliga-Absteiger aus Teneriffa. Der Verein platzierte sich jedoch in der LEB nicht im Vorderfeld. In der Spielzeit 2006/07 stand Lenzly auf Zypern bei APOEL Nikosia unter Vertrag. Der Verein verlor jedoch die Endspielserie um die zyprische Meisterschaft gegen AEL Limassol. Anschließend schloss sich Lenzly Dexia Mons-Hainaut (Belgien) an, wo der britische Nationaltrainer Chris Finch einige seiner Nationalspieler um sich versammelte. Im FIBA EuroCup zog die Mannschaft 2008 ins Endspiel ein, das gegen die lettische Mannschaft BK Barons Rīga knapp mit einem Punkt verloren ging. In der darauffolgenden Spielzeit 2008/09 spielte Lenzly für den italienischen Erstliga-Absteiger aus dem kampanischen Scafati. In der LegADue belegte man den neunten Rang und scheiterte in den Aufstiegs-Play-offs im Halbfinale.
Zur Spielzeit 2009/10 wechselte Lenzly nach Tschechien zum Serienmeister ČEZ Nymburk. Auch in den folgenden Spielzeiten gewann man dreimal hintereinander das die tschechische Meisterschaft und den Pokalwettbewerb. Im Eurocup erreichte man unter Trainer Muli Katzurin 2010 überraschend das Viertelfinale, wo man Bizkaia Bilbao Basket in der Gesamtrechnung von Hin- und Rückspiel nur knapp mit drei Punkten unterlegen war. Dieses Husarenstück konnte Nymburk im darauffolgenden Eurocup nicht wiederholen, als man nach dem Gruppensieg in der Vorrunde in der Zwischenrunde der 16 besten Mannschaften sieglos blieb. Im Eurocup 2011/12 hingegen zog man erneut in die K.-o.-Spiele im Viertelfinale ein, blieb dort jedoch gegen die russische Mannschaft von BK Spartak Sankt Petersburg machtlos.
Bei den Olympischen Spielen 2012 zog sich Lenzly wie sein Mannschaftskamerad in der britischen Nationalmannschaft Pops Mensah-Bonsu eine Verletzung zu und war in der Spielzeit 2012/13 zunächst ohne Vertrag. Erst im Januar 2013 bekam Lenzly dann ein neues Engagement beim deutschen Erstligisten s.Oliver Baskets aus Würzburg, die im Eurocup 2012/13 jedoch bereits ausgeschieden waren. Nach der Saison wurde sein Vertrag nicht verlängert.
In den Vereinigten Staaten war Lenzly im Spieljahr 2013/14 als Assistenztrainer an der Nicholls State University im Bundesstaat Louisiana beschäftigt.

### Nationalmannschaft
Nach Vergabe der Olympischen Spiele 2012 wurden 2006 die bisher getrennten Nationalmannschaften von England, Schottland und Wales zu einer gemeinsamen britischen Nationalmannschaft unter der Leitung von Chris Finch zusammengefasst, um für die Spiele eine konkurrenzfähige Mannschaft zu haben. Diese Auswahl nahm auch an den folgenden internationalen Wettbewerben der FIBA Europa teil. In diese Nationalmannschaft wurde auch der in den Vereinigten Staaten aufgewachsene Lenzly berufen. Zunächst qualifizierte man sich für die Division A der besten europäischen Nationalmannschaften und erreichte dann die Qualifikation für die EM-Endrunde 2009, wo man in Polen in drei Spielen der Vorrunde jedoch sieglos blieb. Bei der folgenden EM-Endrunde 2011 in Polens Nachbarland Litauen verlor im erweiterten Teilnehmerfeld auch die ersten drei Vorrundenspiele. Die Siege in den beiden abschließenden Vorrundenspielen reichten nicht mehr zur Qualifikation für die Zwischenrunde.
Als Gastgeber der Olympischen Spiele 2012 in London war die britische Mannschaft automatisch qualifiziert. Lenzly verletzte sich beim Spiel gegen Brasilien und hatte nur sechs Minuten Einsatzzeit. Die britische Mannschaft gewann nur das abschließende und bedeutungslose Gruppenspiele gegen China und schied erneut in der Vorrunde eines Finalturniers aus.